# Königliche Allgemeine Sportvereinigung Eupen
Il Königliche Allgemeine Sportvereinigung Eupen, spesso abbreviato in KAS Eupen ma chiamato comunemente Eupen, è una società calcistica belga con sede nella città di Eupen. Milita nella Division 1B, la seconda divisione del campionato belga di calcio.

## Storia
Fondato nel 1945, esordì nella massima serie nella stagione 2010-2011, dopo la promozione dalla Tweede klasse ottenuta nel 2009-2010. L'annata di debutto in Pro League si concluse con l'ultimo posto, che causò il ritorno in seconda serie.
Nel giugno 2012 la proprietà del club è stata rilevata dall'Aspire Zone Foundation, fondazione controllata direttamente dal governo del Qatar, e ha contestualmente avviato una collaborazione con l'Aspire Academy, accademia sportiva che ha lanciato alcuni giovani talenti nel palcoscenico europeo attraverso l'Eupen.
La squadra tornò in massima divisione grazie al secondo posto ottenuto nel campionato 2015-2016 di seconda divisione. Nel 2016-2017 ottenne per la prima volta la salvezza in Pro League, risultato conseguito anche l'anno dopo.

## Organico

### Rosa 2024-2025
Aggiornata al 3 ottobre 2024.
| N. |                      | Ruolo | Calciatore          |
| -- | -------------------- | ----- | ------------------- |
| 2  | Belgio (bandiera)    | D     | Yentl Van Genechten |
| 4  | Canada (bandiera)    | D     | Scott Kennedy       |
| 6  | Belgio (bandiera)    | C     | Brandon Baiye       |
| 7  | Ghana (bandiera)     | A     | Isaac Nuhu          |
| 8  | Germania (bandiera)  | C     | Kevin Möhwald       |
| 9  | Belgio (bandiera)    | A     | Renaud Emond        |
| 10 | Grenada (bandiera)   | A     | Regan Charles-Cook  |
| 11 | Francia (bandiera)   | C     | Nathan Bitumazala   |
| 14 | Belgio (bandiera)    | C     | Jérôme Déom         |
| 16 | Belgio (bandiera)    | A     | Andrea Piron        |
| 17 | Polonia (bandiera)   | A     | David Widlarz       |
| 18 | Guinea (bandiera)    | C     | Amadou Keita        |
| 19 | Serbia (bandiera)    | C     | Miloš Pantović      |
| 20 | Indonesia (bandiera) | D     | Shayne Pattynama    |
| 25 | Belgio (bandiera)    | A     | Jaden Malhage       |

| N. |                     | Ruolo | Calciatore         |
| -- | ------------------- | ----- | ------------------ |
| 26 | Senegal (bandiera)  | C     | Pape Youssou Niang |
| 28 | Belgio (bandiera)   | D     | Rune Paeshuyse     |
| 29 | Francia (bandiera)  | D     | Teddy Alloh        |
| 30 | Slovenia (bandiera) | D     | Jan Gorenc         |
| 31 | Haiti (bandiera)    | P     | Garissone Innocent |
| 33 | Ghana (bandiera)    | P     | Abdul Nurudeen     |
| 36 | Belgio (bandiera)   | D     | Luca Chavet        |
| 38 | Belgio (bandiera)   | C     | Raphael Di Matteo  |
| 44 | Germania (bandiera) | P     | Julian Renner      |
| 47 | Belgio (bandiera)   | C     | Théo Maréchal      |
| 56 | Belgio (bandiera)   | A     | Matteo Filorizzo   |
| 58 | Belgio (bandiera)   | D     | Luca Dalla Costa   |
| 61 | Turchia (bandiera)  | A     | Bertan Caliskan    |
| 90 | Turchia (bandiera)  | A     | Emrehan Gedikli    |
| 99 | Belgio (bandiera)   | P     | Tom Roufosse       |

### Rosa 2023-2024
Aggiornata al 27 settembre 2023.
| N. |                           | Ruolo | Calciatore              |
| -- | ------------------------- | ----- | ----------------------- |
| 1  | Germania (bandiera)       | P     | Lennart Moser           |
| 2  | Belgio (bandiera)         | D     | Yentl Van Genechten     |
| 3  | Australia (bandiera)      | D     | Jason Davidson          |
| 4  | Russia (bandiera)         | D     | Oleksandr Filin         |
| 5  | Togo (bandiera)           | D     | Loïc Bessilé            |
| 6  | Belgio (bandiera)         | C     | Brandon Baiye           |
| 7  | Ghana (bandiera)          | A     | Isaac Nuhu              |
| 8  | Belgio (bandiera)         | C     | Stef Peeters (capitano) |
| 10 | Grenada (bandiera)        | A     | Regan Charles-Cook      |
| 11 | Costa d'Avorio (bandiera) | A     | Konan N'Dri             |
| 13 | Spagna (bandiera)         | A     | Davo                    |
| 14 | Belgio (bandiera)         | C     | Jérôme Déom             |
| 15 | Belgio (bandiera)         | D     | Gary Magnée             |
| 16 | Belgio (bandiera)         | A     | Renaud Emond            |
| 17 | Polonia (bandiera)        | A     | Bartosz Białek          |
| 18 | Guinea (bandiera)         | C     | Amadou Keita            |

| N. |                        | Ruolo | Calciatore            |
| -- | ---------------------- | ----- | --------------------- |
| 19 | Mali (bandiera)        | D     | Sibiry Keita          |
| 20 | Giamaica (bandiera)    | C     | Tyreek Magee          |
| 23 | Galles (bandiera)      | C     | Isaac Christie-Davies |
| 24 | Stati Uniti (bandiera) | P     | Gabriel Slonina       |
| 27 | Guinea (bandiera)      | D     | Ibrahim Diakité       |
| 28 | Belgio (bandiera)      | D     | Rune Paeshuyse        |
| 29 | Francia (bandiera)     | D     | Teddy Alloh           |
| 30 | Slovenia (bandiera)    | D     | Jan Gorenc            |
| 31 | Haiti (bandiera)       | P     | Garissone Innocent    |
| 33 | Ghana (bandiera)       | P     | Abdul Nurudeen        |
| 35 | Belgio (bandiera)      | D     | Boris Lambert         |
| 44 | Germania (bandiera)    | P     | Julian Renner         |
| 47 | Belgio (bandiera)      | A     | Lorenzo Offermann     |
| 77 | Belgio (bandiera)      | C     | Dario Oger            |
| 99 | Belgio (bandiera)      | P     | Tom Roufosse          |
|    | Serbia (bandiera)      | C     | Miloš Pantović        |

### Rosa 2022-2023
Aggiornata all'11 febbraio 2023.
| N. |                           | Ruolo | Calciatore              |
| -- | ------------------------- | ----- | ----------------------- |
| 1  | Germania (bandiera)       | P     | Lennart Moser           |
| 2  | Belgio (bandiera)         | D     | Yentl Van Genechten     |
| 3  | Australia (bandiera)      | D     | Jason Davidson          |
| 4  | Russia (bandiera)         | D     | Oleksandr Filin         |
| 5  | Togo (bandiera)           | D     | Loïc Bessilé            |
| 6  | Belgio (bandiera)         | C     | Brandon Baiye           |
| 7  | Ghana (bandiera)          | A     | Isaac Nuhu              |
| 8  | Belgio (bandiera)         | C     | Stef Peeters (capitano) |
| 10 | Grenada (bandiera)        | A     | Regan Charles-Cook      |
| 11 | Costa d'Avorio (bandiera) | A     | Konan N'Dri             |
| 13 | Spagna (bandiera)         | A     | Davo                    |
| 14 | Belgio (bandiera)         | C     | Jérôme Déom             |
| 15 | Belgio (bandiera)         | D     | Gary Magnée             |
| 17 | Francia (bandiera)        | C     | Nathan Bitumazala       |
| 18 | Guinea (bandiera)         | C     | Amadou Keita            |
| 19 | Mali (bandiera)           | D     | Sibiry Keita            |

| N. |                     | Ruolo | Calciatore            |
| -- | ------------------- | ----- | --------------------- |
| 20 | Giamaica (bandiera) | C     | Tyreek Magee          |
| 23 | Galles (bandiera)   | C     | Isaac Christie-Davies |
| 24 | Ghana (bandiera)    | C     | Mubarak Wakaso        |
| 25 | Francia (bandiera)  | A     | Djeidi Gassama        |
| 27 | Guinea (bandiera)   | D     | Ibrahim Diakité       |
| 28 | Belgio (bandiera)   | D     | Rune Paeshuyse        |
| 29 | Francia (bandiera)  | D     | Teddy Alloh           |
| 30 | Slovenia (bandiera) | D     | Jan Gorenc            |
| 31 | Haiti (bandiera)    | P     | Garissone Innocent    |
| 33 | Ghana (bandiera)    | P     | Abdul Nurudeen        |
| 35 | Belgio (bandiera)   | D     | Boris Lambert         |
| 44 | Germania (bandiera) | P     | Julian Renner         |
| 47 | Belgio (bandiera)   | A     | Lorenzo Offermann     |
| 77 | Belgio (bandiera)   | C     | Dario Oger            |
| 99 | Belgio (bandiera)   | P     | Tom Roufosse          |
|    | Serbia (bandiera)   | C     | Miloš Pantović        |

### Rosa 2021-2022
| N. |                                 | Ruolo | Calciatore            |
| -- | ------------------------------- | ----- | --------------------- |
| 3  | Francia (bandiera)              | D     | Teddy Alloh           |
| 4  | Australia (bandiera)            | C     | James Jeggo           |
| 6  | Francia (bandiera)              | D     | Benoît Poulain        |
| 7  | Belgio (bandiera)               | A     | Julien Ngoy           |
| 8  | Belgio (bandiera)               | C     | Stef Peeters          |
| 9  | Bosnia ed Erzegovina (bandiera) | A     | Smail Prevljak        |
| 10 | Grecia (bandiera)               | C     | Giannīs Kōnstantelias |
| 11 | Costa d'Avorio (bandiera)       | A     | Konan N'Dri           |
| 13 | Mali (bandiera)                 | C     | Sibiry Keita          |
| 14 | Belgio (bandiera)               | C     | Jérôme Déom           |
| 15 | Belgio (bandiera)               | D     | Gary Magnée           |
| 16 | Belgio (bandiera)               | D     | Simon Libert          |
| 18 | Guinea (bandiera)               | C     | Amadou Keita          |
| 19 | Portogallo (bandiera)           | A     | Leonardo Rocha        |
| 20 | Giamaica (bandiera)             | C     | Tyreek Magee          |

| N. |                           | Ruolo | Calciatore            |
| -- | ------------------------- | ----- | --------------------- |
| 21 | Marocco (bandiera)        | C     | Mohamed Amine Essahel |
| 22 | Costa d'Avorio (bandiera) | D     | Emmanuel Agbadou      |
| 24 | Costa d'Avorio (bandiera) | D     | Silas Gnaka           |
| 25 | Ghana (bandiera)          | D     | Emmanuel Sowah Adjei  |
| 26 | Belgio (bandiera)         | C     | Jens Cools            |
| 28 | Belgio (bandiera)         | D     | Jonathan Heris        |
| 29 | Ghana (bandiera)          | C     | Isaac Nuhu            |
| 30 | Germania (bandiera)       | P     | Robin Himmelmann      |
| 32 | Germania (bandiera)       | D     | Andreas Beck          |
| 33 | Ghana (bandiera)          | P     | Abdul Nurudeen        |
| 35 | Belgio (bandiera)         | C     | Boris Lambert         |
| 70 | Camerun (bandiera)        | C     | Pierre Ramses Akono   |
| 77 | Costa d'Avorio (bandiera) | A     | Mamadou Koné          |
| 99 | Belgio (bandiera)         | P     | Tom Roufosse          |

### Rosa 2020-2021
| N. |                                 | Ruolo | Calciatore          |
| -- | ------------------------------- | ----- | ------------------- |
| 3  | Paesi Bassi (bandiera)          | D     | Menno Koch          |
| 4  | Belgio (bandiera)               | D     | Rocky Bushiri       |
| 5  | Spagna (bandiera)               | D     | Jordi Amat          |
| 6  | Francia (bandiera)              | D     | Benoît Poulain      |
| 7  | Belgio (bandiera)               | A     | Julien Ngoy         |
| 8  | Belgio (bandiera)               | C     | Stef Peeters        |
| 9  | Bosnia ed Erzegovina (bandiera) | A     | Smail Prevljak      |
| 10 | Zimbabwe (bandiera)             | A     | Knowledge Musona    |
| 11 | Senegal (bandiera)              | C     | Amara Baby          |
| 13 | Mali (bandiera)                 | C     | Sibiry Keita        |
| 15 | Belgio (bandiera)               | D     | Gary Magnée         |
| 18 | Montenegro (bandiera)           | A     | Aleksandar Boljević |
| 20 | Belgio (bandiera)               | C     | Marciano Aziz       |
| 21 | Brasile (bandiera)              | D     | Adriano             |
| 22 | Costa d'Avorio (bandiera)       | D     | Emmanuel Agbadou    |

| N. |                           | Ruolo | Calciatore           |
| -- | ------------------------- | ----- | -------------------- |
| 23 | Belgio (bandiera)         | D     | Senna Miangue        |
| 24 | Costa d'Avorio (bandiera) | D     | Silas Gnaka          |
| 25 | Ghana (bandiera)          | D     | Emmanuel Sowah Adjei |
| 26 | Belgio (bandiera)         | C     | Jens Cools           |
| 28 | Belgio (bandiera)         | D     | Jonathan Heris       |
| 29 | Ghana (bandiera)          | C     | Isaac Nuhu           |
| 30 | Germania (bandiera)       | P     | Robin Himmelmann     |
| 31 | Belgio (bandiera)         | P     | Théo Defourny        |
| 32 | Germania (bandiera)       | D     | Andreas Beck         |
| 33 | Ghana (bandiera)          | P     | Abdul Nurudeen       |
| 34 | Costa d'Avorio (bandiera) | A     | Konan N'Dri          |
| 35 | Belgio (bandiera)         | C     | Boris Lambert        |
| 39 | RD del Congo (bandiera)   | C     | Edo Kayembe          |
| 77 | Costa d'Avorio (bandiera) | A     | Mamadou Koné         |

### Rosa 2017-2018
| N. |                           | Ruolo | Calciatore             |
| -- | ------------------------- | ----- | ---------------------- |
| 1  | Belgio (bandiera)         | P     | Hendrik van Crombrugge |
| 2  | Senegal (bandiera)        | D     | Ibrahim Diallo         |
| 4  | Francia (bandiera)        | D     | Jordan Lotiès          |
| 5  | Senegal (bandiera)        | D     | Diawandou Diagne       |
| 6  | Qatar (bandiera)          | C     | Assim Madibo           |
| 7  | Costa d'Avorio (bandiera) | A     | Mamadou Koné           |
| 8  | Costa d'Avorio (bandiera) | C     | Jean Thierry Lazare    |
| 9  | Senegal (bandiera)        | A     | Mbaye Leye             |
| 10 | Spagna (bandiera)         | C     | Luis García            |
| 11 | Qatar (bandiera)          | C     | Akram Afif             |
| 13 | Belgio (bandiera)         | A     | Damien Mouchamps       |
| 14 | Belgio (bandiera)         | C     | Alessio Castro-Montes  |
| 15 | Senegal (bandiera)        | D     | Moussa Wagué           |
| 17 | Costa Rica (bandiera)     | D     | Carlos Martinez        |
| 18 | Belgio (bandiera)         | C     | Nils Schouterden       |

| N. |                           | Ruolo | Calciatore         |
| -- | ------------------------- | ----- | ------------------ |
| 19 | Francia (bandiera)        | A     | Florian Raspentino |
| 20 | Giappone (bandiera)       | A     | Yūta Toyokawa      |
| 21 | Belgio (bandiera)         | A     | Moussa Diallo      |
| 22 | Belgio (bandiera)         | D     | Siebe Blondelle    |
| 23 | Belgio (bandiera)         | D     | Mickaël Tirpan     |
| 24 | Costa d'Avorio (bandiera) | D     | Silas Gnaka        |
| 25 | Nigeria (bandiera)        | C     | Odeni George       |
| 28 | Ghana (bandiera)          | A     | Eric Ocansey       |
| 29 | Senegal (bandiera)        | D     | Souleymane Aw      |
| 30 | Senegal (bandiera)        | P     | Babacar Niasse     |
| 33 | Ghana (bandiera)          | P     | Abdul Nurudeen     |
| 44 | Spagna (bandiera)         | D     | Marc Valiente      |
|    | Francia (bandiera)        | D     | Mathieu Peybernes  |
|    | RD del Congo (bandiera)   | C     | Rémi Mulumba       |

### Rosa 2016-2017
| N. |                           | Ruolo | Calciatore             |
| -- | ------------------------- | ----- | ---------------------- |
| 1  | Belgio (bandiera)         | P     | Hendrik van Crombrugge |
| 2  | Senegal (bandiera)        | D     | Ibrahim Diallo         |
| 3  | Qatar (bandiera)          | D     | Fahad Al-Abdulrahman   |
| 5  | Senegal (bandiera)        | D     | Diawandou Diagne       |
| 6  | Camerun (bandiera)        | D     | Raoul Kenne            |
| 8  | Costa d'Avorio (bandiera) | C     | Jean Thierry Lazare    |
| 9  | Venezuela (bandiera)      | A     | Jeffrén                |
| 10 | Spagna (bandiera)         | C     | Luis García            |
| 11 | Nigeria (bandiera)        | C     | Anthony Bassey         |
| 13 | Belgio (bandiera)         | A     | Damien Mouchamps       |
| 17 | Sudafrica (bandiera)      | D     | Phakamani Mngadi       |
| 18 | Belgio (bandiera)         | C     | Guy Dufour             |
| 19 | Francia (bandiera)        | A     | Florian Taulemesse     |
| 20 | Senegal (bandiera)        | D     | Mamadou Sylla          |

| N. |                      | Ruolo | Calciatore         |
| -- | -------------------- | ----- | ------------------ |
| 21 | Nigeria (bandiera)   | A     | Henry Onyekuru     |
| 22 | Belgio (bandiera)    | D     | Siebe Blondelle    |
| 23 | Mali (bandiera)      | C     | Abdoulaye Sanogo   |
| 25 | Nigeria (bandiera)   | C     | George Jamabo      |
| 27 | Sudafrica (bandiera) | D     | Ntuthuko Radebe    |
| 28 | Ghana (bandiera)     | C     | Eric Ocansey       |
| 30 | Senegal (bandiera)   | P     | Babacar Niasse     |
| 33 | Senegal (bandiera)   | P     | Serigne Mor Mbaye  |
| 42 | Germania (bandiera)  | D     | Peter Hackenberg   |
| 77 | Belgio (bandiera)    | C     | Joseph Biersard    |
| 91 | Spagna (bandiera)    | C     | José María Cases   |
| 92 | Belgio (bandiera)    | D     | Nicolas Timmermans |
|    | Belgio (bandiera)    | C     | Christian Brüls    |

## Palmarès

### Competizioni nazionali
- Derde klasse: 4

1969-1970, 1975-1976, 1983-1984, 2001-2002

### Altri piazzamenti
- Coppa del Belgio:

Semifinalista: 2016-2017, 2020-2021, 2021-2022
- Tweede klasse:

Secondo posto: 2009-2010, 2013-2014, 2015-2016
Terzo posto: 2011-2012, 2014-2015